# Йъесуу
Йъесуу (на естонски: Jõesuu) е село в югозападна Естония, в област Пярну, в община Тори. Населението му в 2000 г. е 395 души.